# Voûte
Pour les articles homonymes, voir Voûte (homonymie).

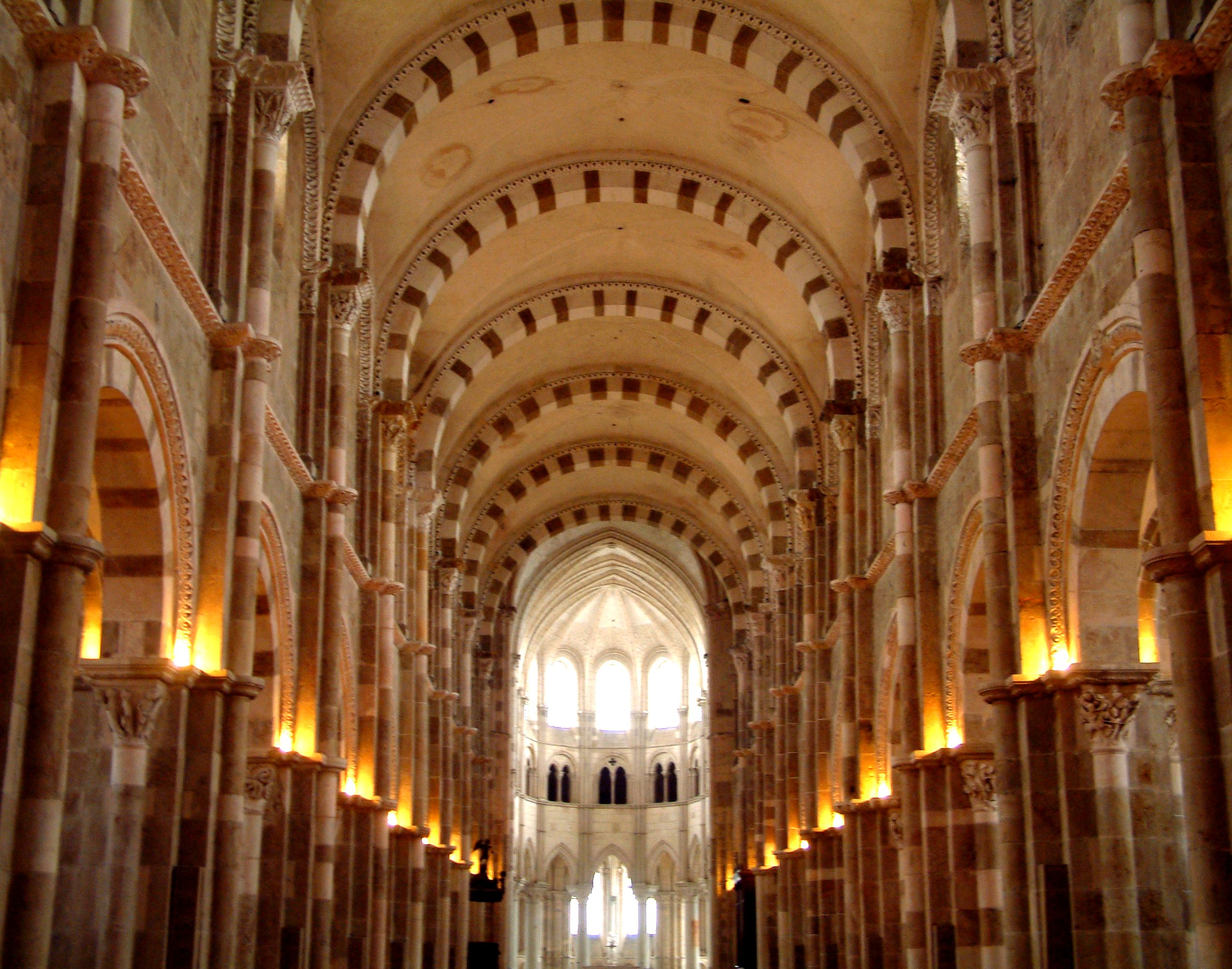
La basilique de Vézelay est couverte par une voûte d'arêtes sur arcs doubleaux en plein cintre dans la nef (premier plan), typique de l'architecture romane, et une voute d'ogive dans le chœur (au fond), typique de l'architecture gothique.

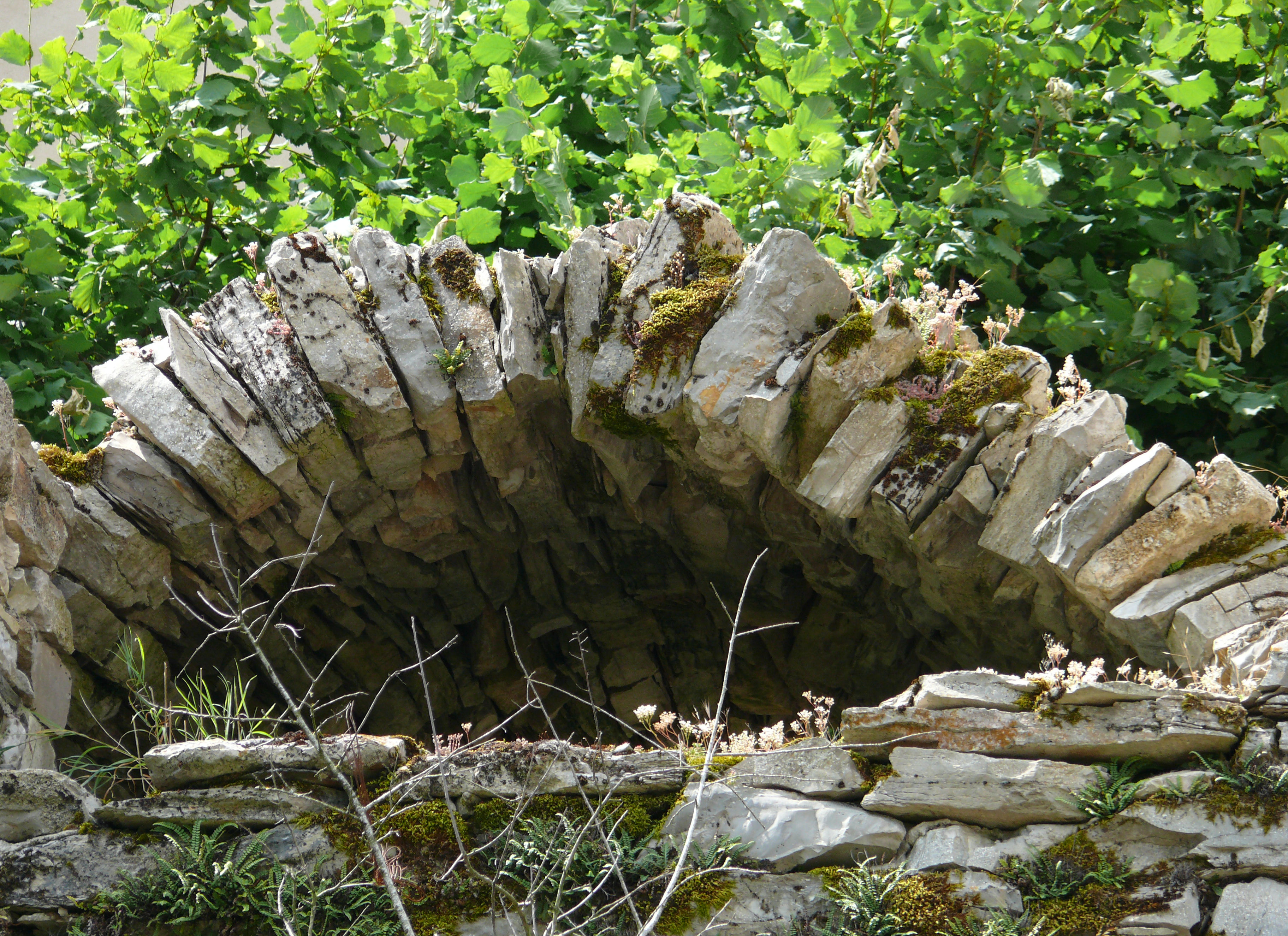
Voûte en pierres sèches pour le couvrement d'une cave de maison.

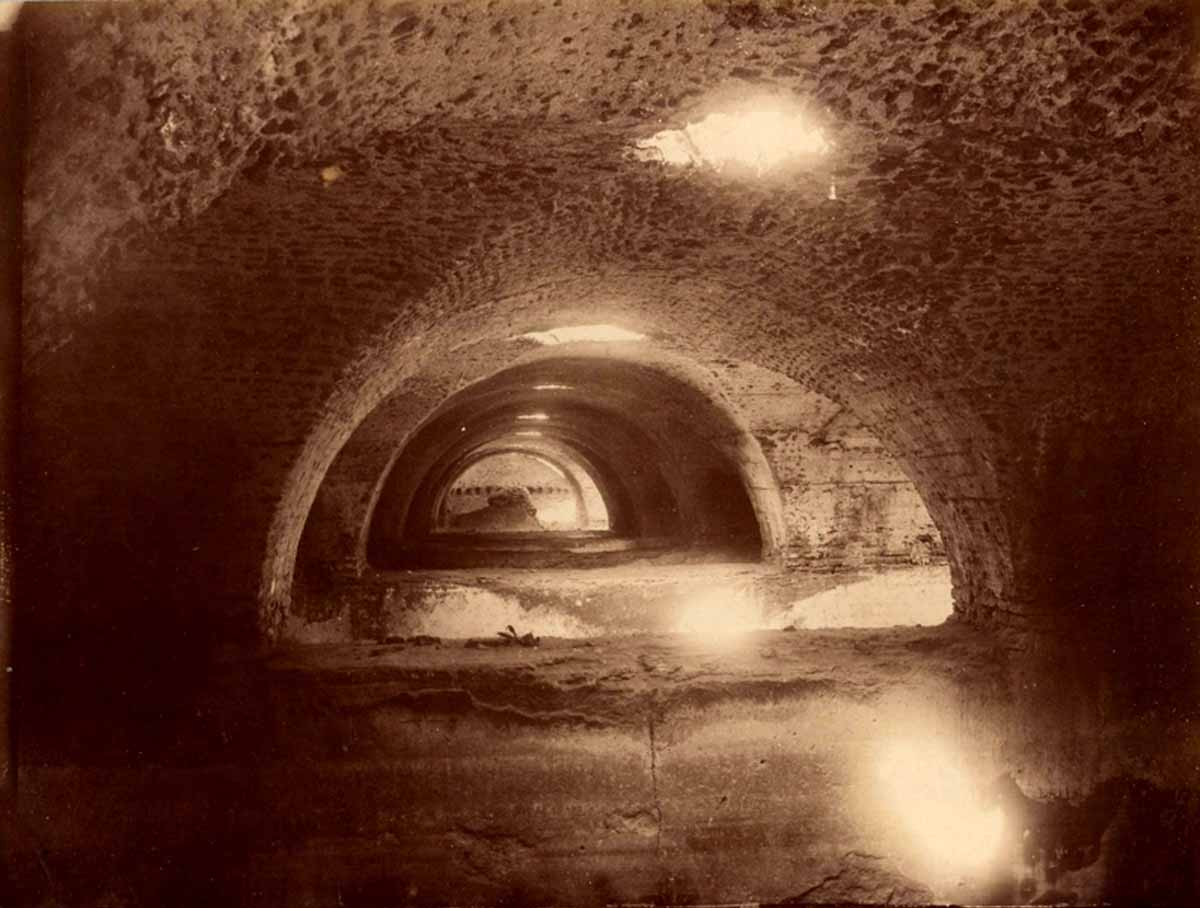
Citernes de La Malga.

Une voûte (ou voute) est un ouvrage architectural, souvent construit en brique, moellon, pierre, ou béton, dont le dessous (ou intrados) est fait en arc ou en plate-bande. Lorsqu'il est construit en pierre, il est formé par des voussoirs ou claveaux qui, par leurs dispositions, se soutiennent ensemble. On donne aux voûtes différentes dénominations suivant leur forme.
Une voûtelette est une petite voûte.
La surface intérieure ou concave d'une voûte (comme d'un arc ou d'un voussoir) est nommée intrados ; la surface extérieure convexe étant nommée extrados.
Une voûte (ou un arc) est dite « surbaissée » lorsqu'elle a moins de hauteur que la moitié de sa largeur. Elle est dite « surhaussée » lorsqu'elle a plus de hauteur que la moitié de sa largeur.
Plusieurs classifications des voûtes sont réalisables :
- selon le mode de transmission des efforts ;
- suivant la forme de l'intrados de la voûte ;
- suivant le matériau ;
- suivant la technique de construction.

## Éléments matériels constitutifs de la voûte
Une voûte est un ouvrage réalisé en maçonnerie (par exemple en pierre ou brique) ou en assemblages d'autres éléments de construction (par exemple du métal ou du bois), qui a une forme cintrée, en général ; elle sert à couvrir un espace (par exemple une pièce d'un bâtiment, un tunnel, un canal, une citerne, un four en maçonnerie),.
Pour une voûte en maçonnerie, on parle généralement des éléments matériels suivants :
- claveau : toutes pierres taillées en forme de coin et qui servent à construire une plate-bande, une architrave[6], un arc ou une voûte (voir aussi voussoir) ;
- clé d'arc : dernier voussoir ou claveau que l'on pose au sommet d'une voûte, d'un arc ou d'une plate-bande, pour les fermer et les bander[6] ;
- douelle : parement intérieur d'une voûte ou d'un voussoir, que l'on nomme aussi intrados[7] ;
- écoinçon : ouvrage de menuiserie ou de maçonnerie formant l'encoignure de l'embrasure d'une baie. Il désigne aussi l'espace compris entre deux arcs ou entre un arc et une délimitation rectangulaire ;
- extrados : la surface convexe extérieure d'une voûte qui est régulière[8], comme la surface concave intérieure est l'intrados[9] ;
- intrados : surface inférieure ou concave d'une voûte, d'un arc, d'un voussoir[2].

## Raisons de l'évolution de la voûte
L’analyse structurelle d’un édifice tel qu’on la connaît aujourd’hui n’a pas pu exister avant le XVIe siècle, car la résolution des équations les plus basiques d’analyse structurelles, telle que la méthode du parallélogramme, n’étaient pas connues. L’analyse structurelle est utilisée aujourd’hui dans tous les domaines de construction. Elle consiste en des calculs de forces à l'intérieur des éléments constitutifs d'une structure pour savoir si la structure est robuste, et si elle cassait, prédire où. Ainsi, on peut se demander comment les tailleurs de pierres, maçons et autres artisans de l’époque ont pu construire des édifices aussi robustes, encore visible 800 ans plus tard. La hauteur atteinte par les cathédrales des XIIe et XIIIe siècles n’a pas été dépassée jusqu’à l'arrivée de l’acier (beaucoup plus résistant que la pierre) et des constructions qui en découlent à la fin du XIXe siècle. On peut donc se demander ce qui a permis la construction des édifices qu’on connaît aujourd’hui construits à partir du milieu du XIIe siècle.
La construction de telles cathédrales gothiques n'est pas avec le style architectural roman. Ce style étant principalement caractérisé par des constructions massives, et des voûtes en berceau reposant sur d'épais murs porteurs. Une construction de style roman ne peut atteindre la hauteur d'une cathédrale gothique: elle s’effondrerait sous son propre poids. Néanmoins, comme l’analyse structurelle n'existait pas à l’époque, on remarque que les édifices de l’époque tel que la cathédrales de Chartres tiennent grâce à la stabilité et non à la résistance. La stabilité d’une construction peut être atteinte par symétrie de construction ou proportionnalité lors de la construction. Par exemple, un haut mur peut être renforcé par des structures de contreventement pour éviter sa destruction. Cette situation est analogue l'effet produit si on comprime une longue barre fine: le flambage. La résistance, quant à elle, joue plus sur la résistance intrinsèque des matériaux et vise à minimiser la quantité de matériaux de construction tout en gardant la même solidité. Une étude de résistance d’une structure requiert l’analyse structurelle.  Ainsi il n’était pas nécessaire d’avoir l’analyse structurelle.
Il n’y a pas de logique interne déterministe ou fonction de forme qui définissent l’architecture gothique. La structure des cathédrales gothiques résulte d’une combinaison de plusieurs facteurs combinés entre eux. On peut noter entre autres: croyances religieuses, valeurs esthétiques, de seulement quelques notions de maçonnerie, d’opportunités économiques ou du mode de communication entre les constructeurs.
Il faut savoir que le style gothique tel qu’on le définit aujourd’hui n’était pas connu à l’époque par les constructeurs. Un style architectural est comme tout autre courant d’art, défini après coup par des historiens. Le style gothique est ainsi délimité dans le temps par des constructions de style architectural proche.

## Distinction selon le mode de transmission des efforts

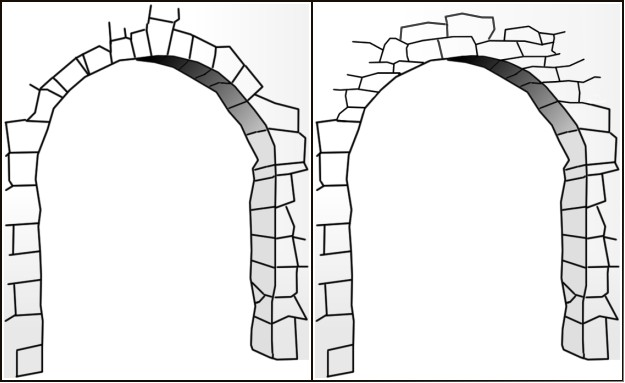
Comparaison arc en plein cintre (à gauche) et encorbellement (à droite).

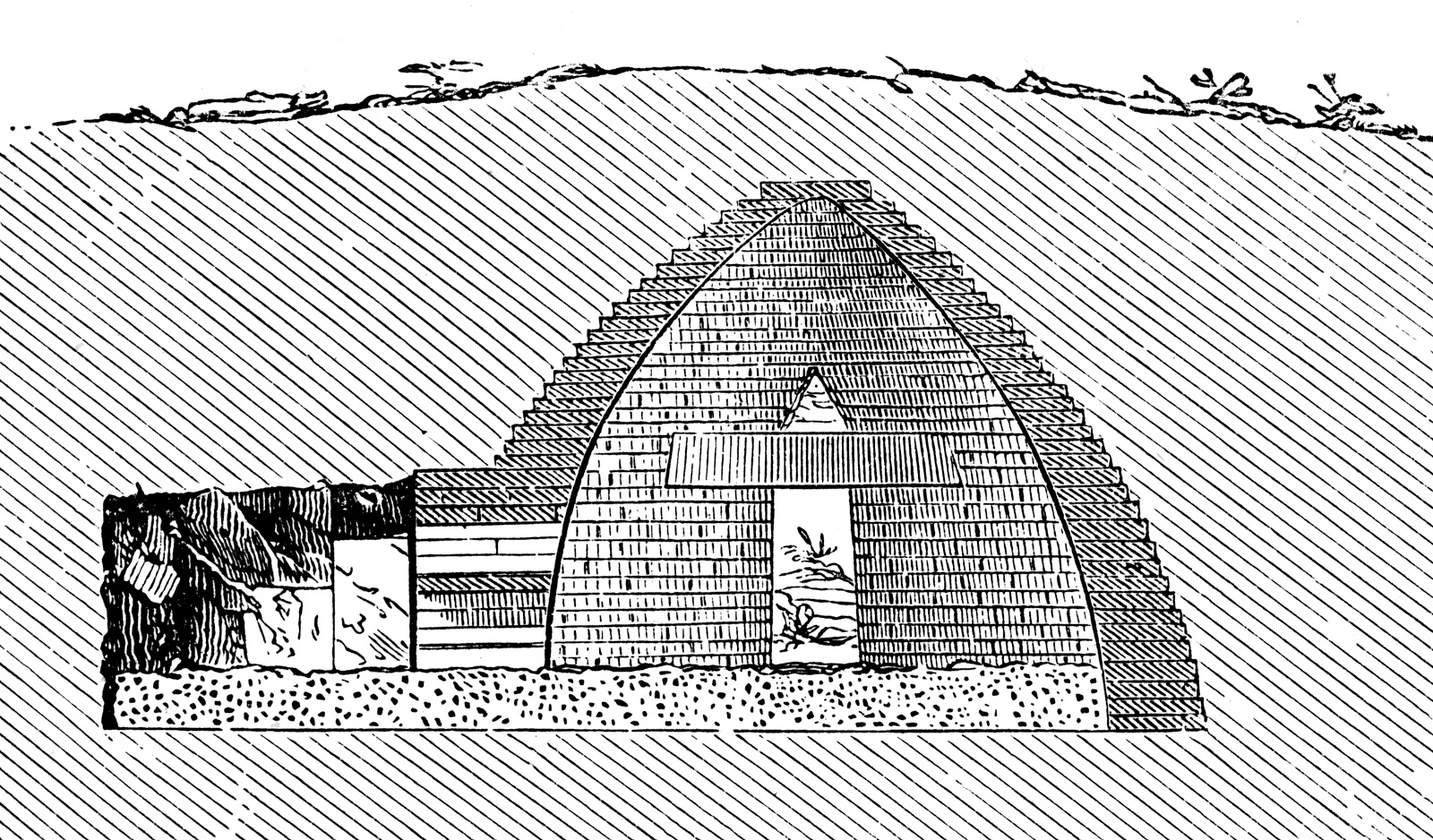
Voûte en encorbellement du trésor d'Atrée.

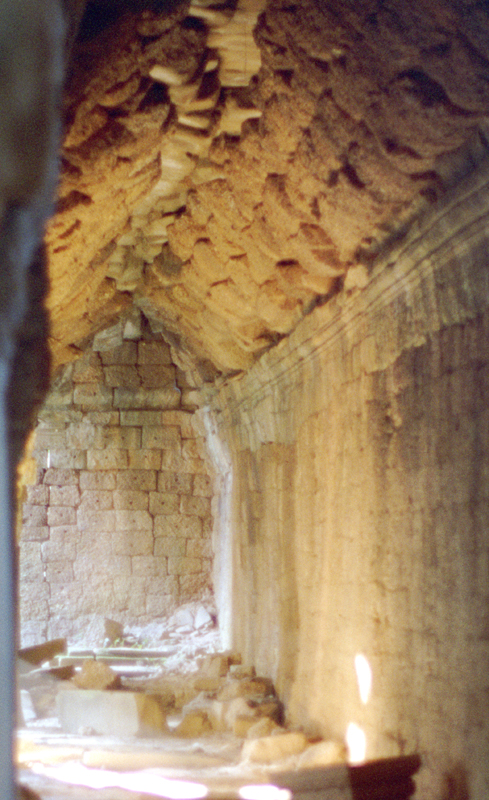
Galerie du temple de Ta Prom à Angkor : voûtement en pierres de taille, obtenu par deux encorbellements symétriquement opposés.

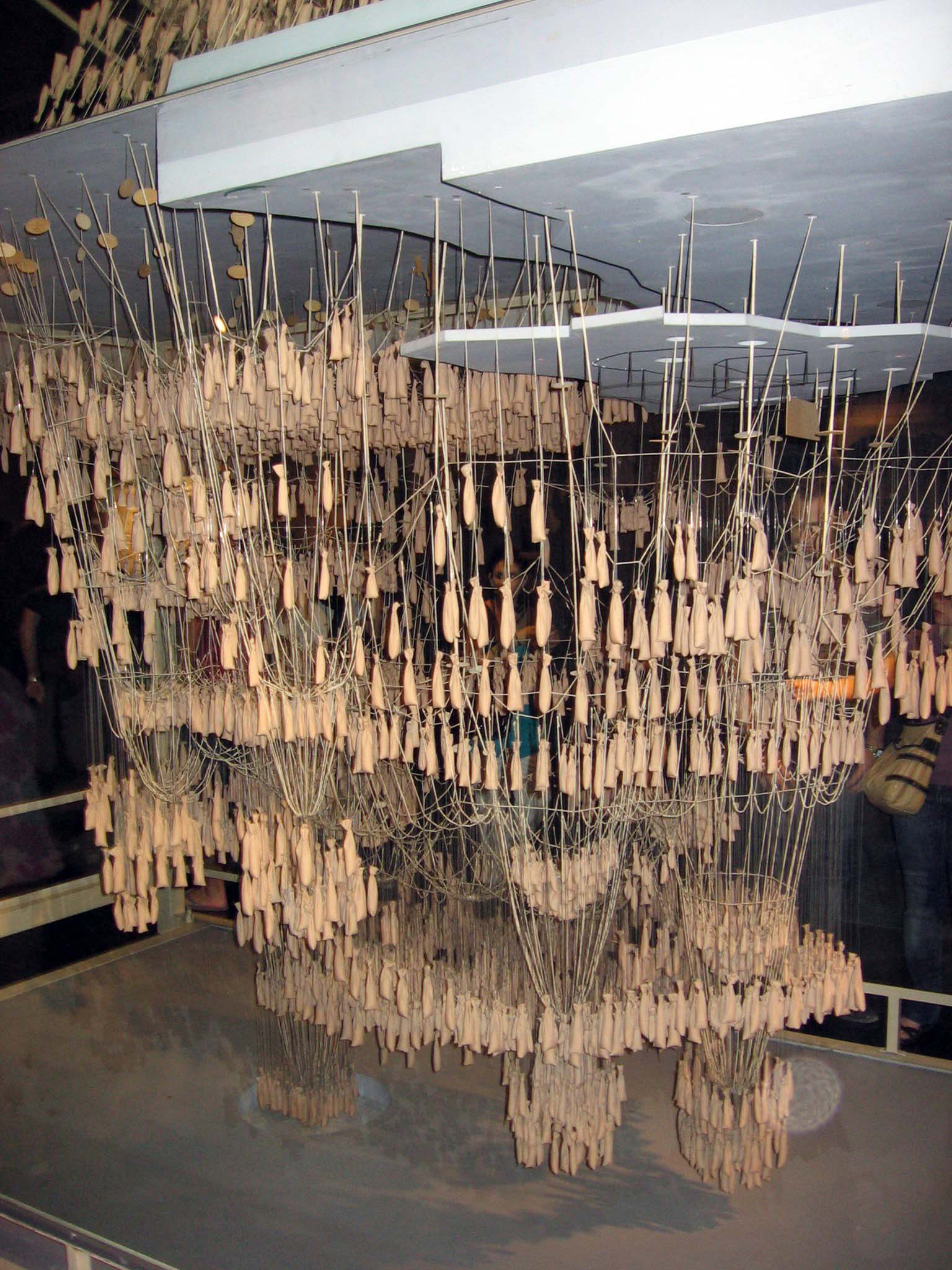
Étude de la forme « funiculaire » des voûtes pour la reprise des charges de l'église de la Colonia Güell par l'architecte Antoni Gaudí.

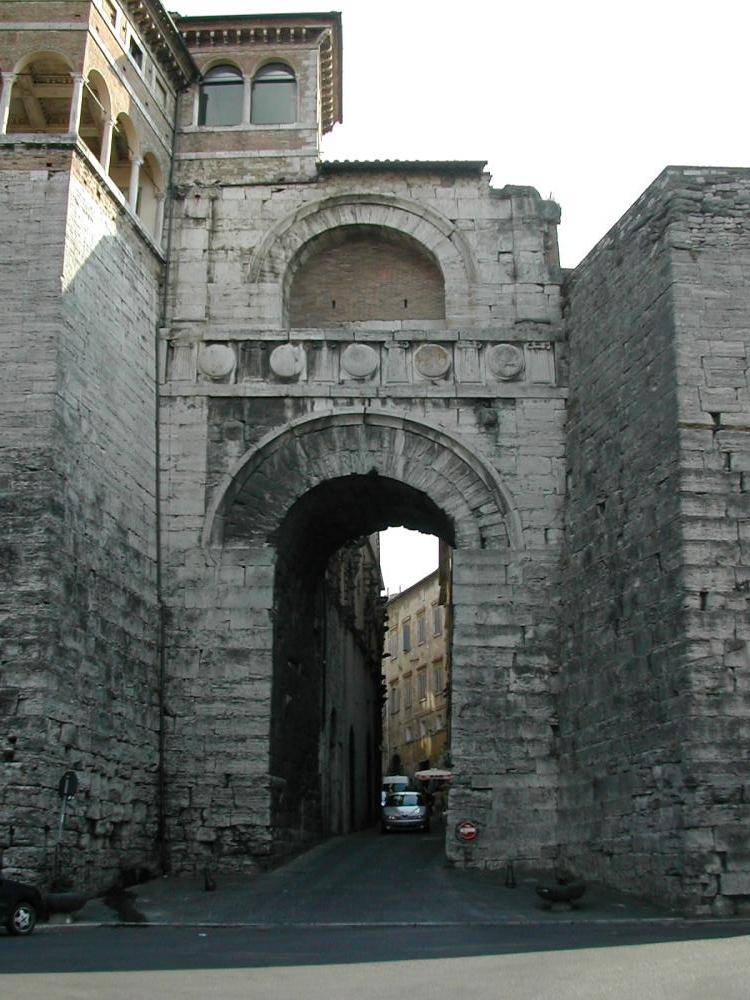
Pérouse : porte d'Auguste avec des éléments datant de la période étrusque.

Suivant le mode de transmission des efforts appliqués à la voûte, on distingue cinq types de voûtes :
- les voûtes en encorbellement ;
- les voûtes en arc ;
- les voûtes plein cintre ;
- les voûtes en arc de cercle ;
- les voûtes en ogive.

### Voûtes en encorbellement
Dans les voûtes en encorbellement, les charges sont transmises par flexion des éléments de la voûte.
On peut voir des voûtes en encorbellement dans la grande galerie de la pyramide de Khéops, la tholos appelé trésor d'Atrée ou tombeau d'Agamemnon ou la porte des Lions de Mycènes, ou dans les tumulus de Bougon.

### Voûtes en arc
Les voûtes en arc pour lesquelles la voûte travaille comme un arc ou une arche. Les charges verticales sont équilibrées par compression des éléments de la voûte. La stabilité de la voûte suppose la reprise des efforts de poussée au droit de ses appuis.
Elles constituent ce que certains appellent des structures à résistance de forme, c'est-à-dire suivant Salvadori et Heller, « des structures dont la résistance est obtenue en donnant au matériau une forme adaptée aux charges qu'elles doivent supporter ».
Ces deux types de voûte sont connus depuis la plus haute Antiquité.
Les voûtes en arc sont déjà utilisées à Ur dans des éléments de décoration de temples mais elles n'ont été développées que par les Romains, soit sous la forme de voûtes en pierres taillées, en particulier pour les ponts en arc, les arcs de triomphe ou les portes des villes, soit en opus caementicium, une sorte de béton constitué de matériaux tout-venant maçonnés avec un mortier de chaux, comme on peut le voir au Panthéon, formant la voûte concrète.

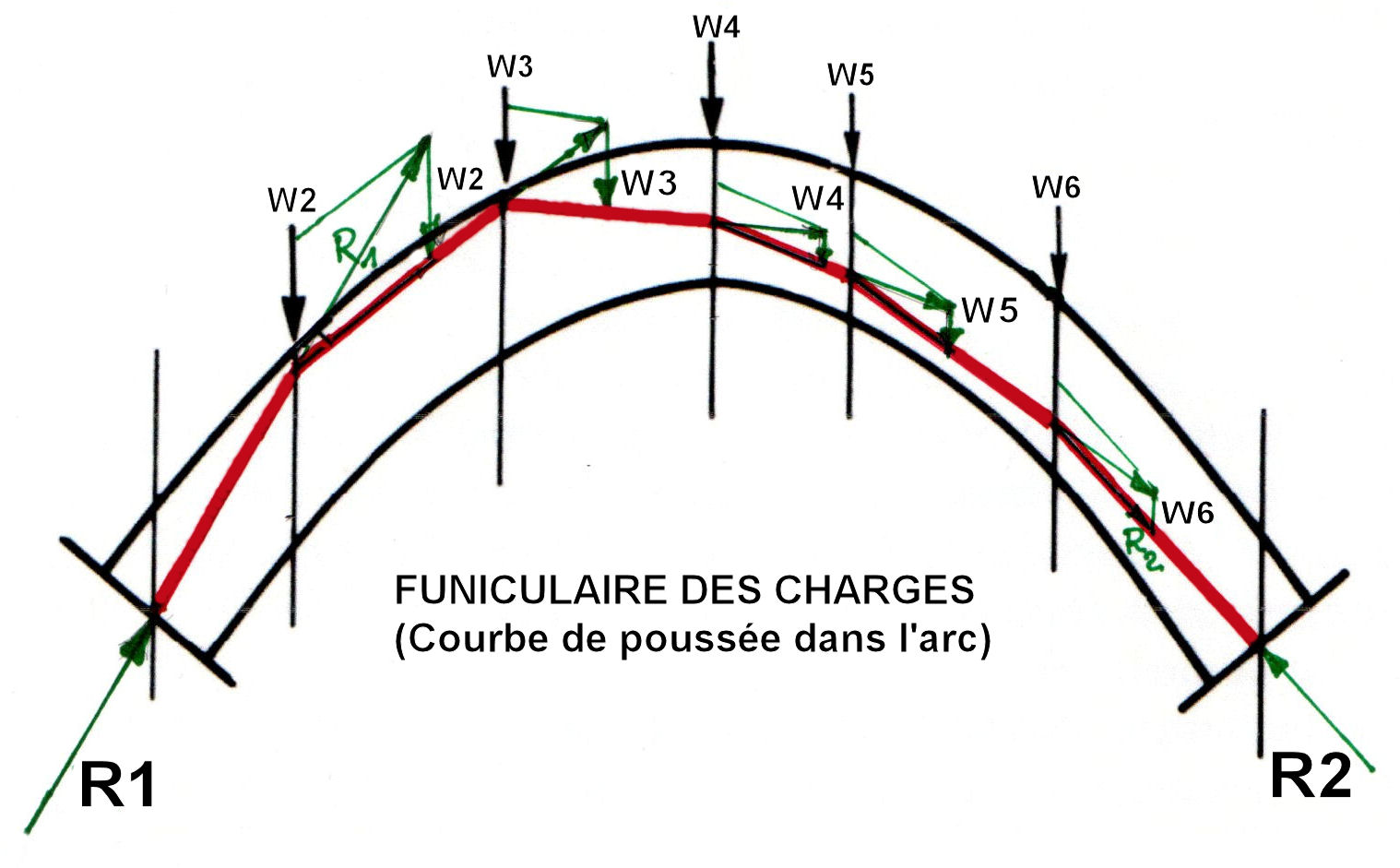
Funiculaire des charges dans une voûte. Courbe de poussée.
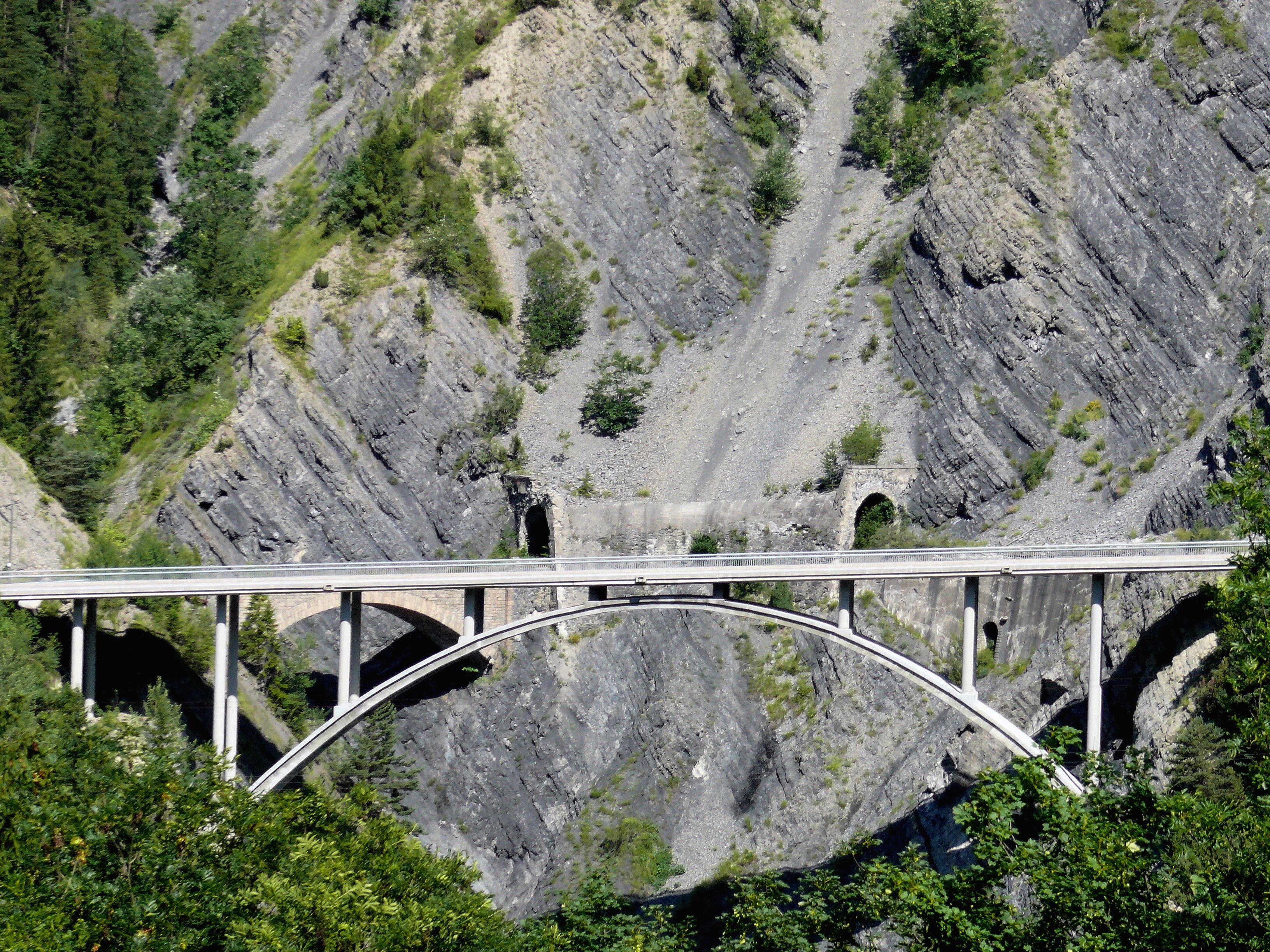
Un pont en arc, l'arc est funiculaire des charges qui lui sont appliquées.
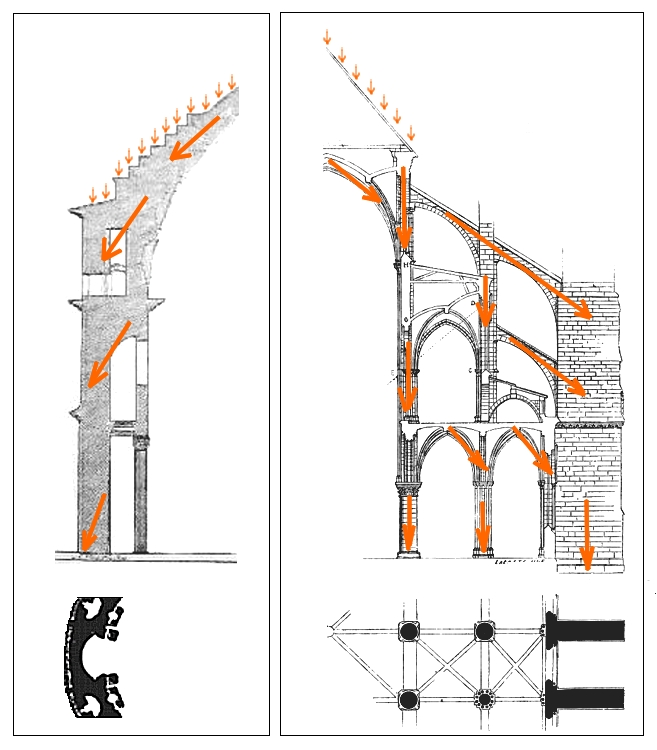
Reprise des efforts de poussée des voûtes romanes et gothiques.

La forme d'une voûte peut être obtenue en traçant le polygone funiculaire des charges.

## Distinction suivant la forme de l'intrados
On peut distinguer les voûtes suivant les différentes formes de leurs intrados :
- les arcs surbaissés quand leur flèche est inférieure à la moitié de leur portée :
  - arc en anse-de-panier,
  - arc déprimé,
  - arc segmentaire,
  - arc plat ;
- les arcs en plein cintre quand leur flèche est égale à la moitié de leur portée ;
- les arcs surhaussés quand leur flèche est supérieure à la moitié de leur portée :
  - arcs brisé équilatère,
  - arc brisé,
  - arc brisé en tiers-point, en quart-point,
  - arc outrepassé ou surhaussé en plein cintre,
  - arc surhaussé en anse-de-panier.

On donne aux voûtes différentes dénominations, suivant leur forme :
- voûte cylindrique, voûte annulaire, voûte plein-cintre ou voûte en berceau : voûte dont la douelle (c'est-à-dire le parement intérieur ou intrados) a le contour de la surface d'un cylindre, d'un anneau, ou qui est en demi-cercle ;
- voûte surbaissée, voûte elliptique, voûte en anse de panier, voûte plate : voûte dont la courbure est une portion d'ellipse ; voûte en anse de panier, à 2 centres, 3 centres, etc. ;
- voûte surmontée : voûte qui a plus de hauteur que le demi-cercle ;
- voûte conique : voûte dont la douelle a la forme de la surface d'un cône, que l'on nomme aussi voûte en trompe ;
- voûte sphérique, voûte en calotte ou voûte en cul de four : voûte qui est circulaire sur son plan et sur son profil ;
- voûte en arc de cloître : voûte qui est formée par quatre portions de cercle dont les angles sont rentrants ;
- voûte d'arête : voûte qui est formée par la rencontre des deux berceaux qui se croisent ;
- voûte en arc outrepassé ;
- voûte parabolique ;
- voûte en arc en tiers-point, en quart-point, en lancette ;
- voûte biaise : voûte en arc dont les faces ne sont pas perpendiculaires à l’axe directeur. Le plan ne forme pas un rectangle, mais un parallélogramme. La voûte biaise est utilisée pour des ponts au croisement de deux voies (route, rivière, canal, voie ferrée) formant un angle marqué.

## Voûtes en arc
Il existe plusieurs types de voûte en arc :
- voûte en berceau ;
- voûte en anse de panier ;
- voûte d'arêtes,
  - voûte à arêtes doubles,
  - voûtes à arêtes triples ;
- voûte d'ogive,
  - voûte d'ogives à quatre quartiers,
  - voûte d'ogives à huit quartiers d'une abside,
  - voûte sexpartite,
  - voûte octopartite,
  - voûte d'ogives à liernes et tiercerons ;
- voûte nervurée ;
- voûte plate,
  - voûte plate appareillée,
  - voûte plate dallée ;
- voûte en éventail ;
- voûte conique ;
- voûte pyramidale ;
- voûte en cul-de-four ;
- voûte en arc-de-cloître ;
- Voûte sphérique.

Les voûtes caractéristiques de l'architecture romaine, paléochrétienne puis romane sont en berceau. Elles ont la forme d'un arc prolongé. On parle de berceau cintré lorsque la voûte est semi-cylindrique et de berceau brisé lorsque deux pans concaves se rejoignent en pointe au faîte. Le berceau est longitudinal s'il est parallèle à l'orientation de l'espace couvert, transversal s'il est perpendiculaire à celle-ci. Les collatéraux sont parfois voûtés en demi-berceau.
La voûte en berceau est, le plus souvent, renforcée par des nervures désignées par les termes de doubleaux ou d'arcs-doubleaux.
On parle de voûte d'arête lorsque deux berceaux, d'égale hauteur, se croisent en pénétrant l'un dans l'autre (formant une croix de saint André).
Le troisième type de voûte est la voûte d'ogives. Elle peut être quadripartite ou sexpartite (selon qu'elle croise 2 ou 3 ogives, dessinant 4 ou 6 voûtains). La voûte d'ogives est dite barlongue lorsqu'elle forme, à chaque travée, un rectangle dont le côté le plus long est perpendiculaire à la nef. Elle est dite oblongue dans le cas contraire.
Ses nervures se nomment ogives, liernes et tiercerons.

## Voûte d'ogive

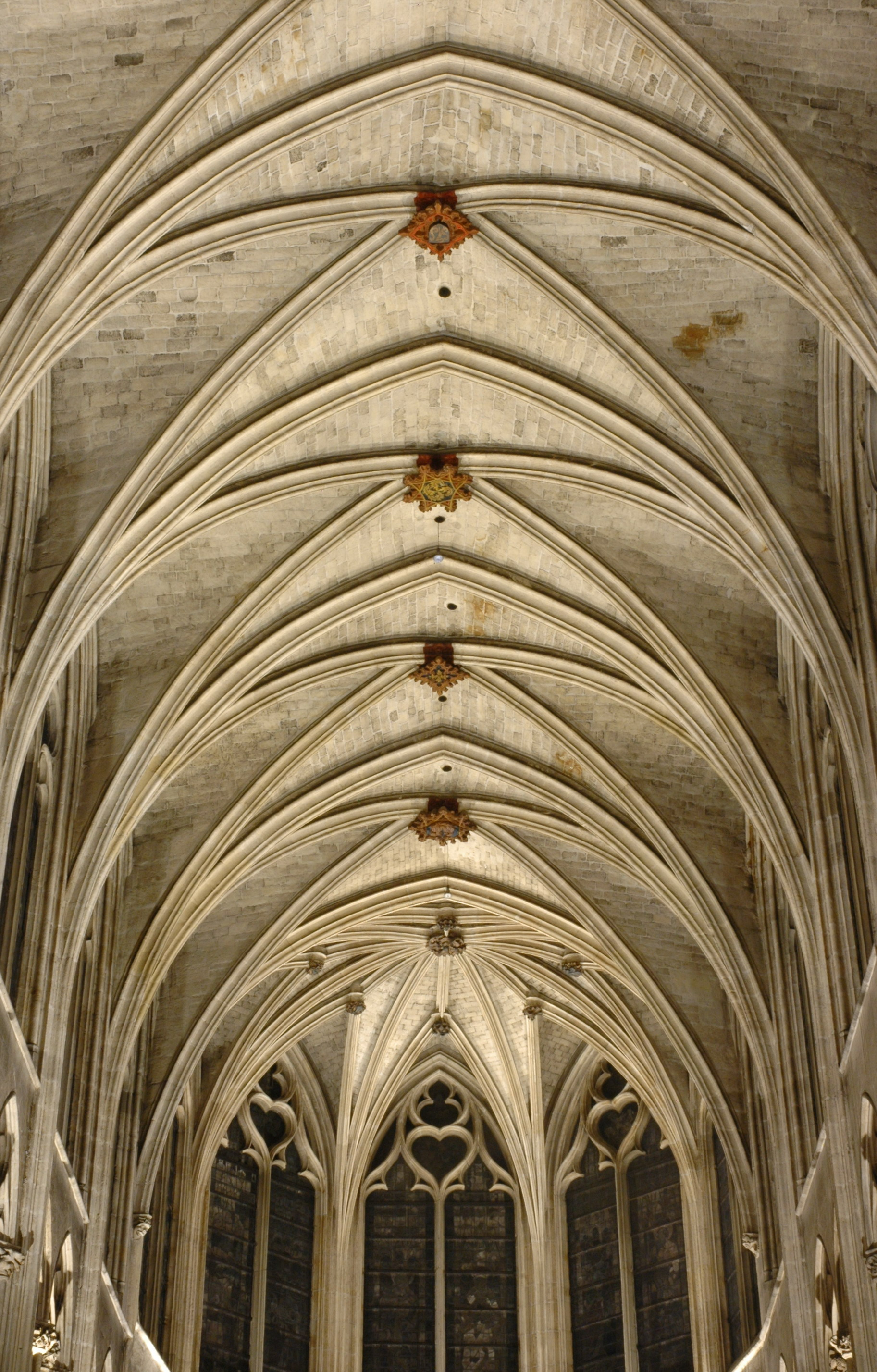
Voûte d'ogives quadripartite de l'église Saint-Séverin à Paris.

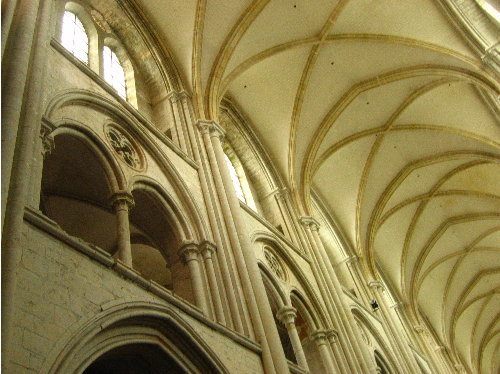
Voûte d'ogives quadripartite de l'église abbatiale de Fécamp.

Ce qui est pesant, c'est la voûte elle-même et le problème dimensionnant est surtout la poussée latérale qu'elle impose sur les murs. Une voûte « cylindrique » crée une poussée latérale qui tend à écarter les murs. La poussée est d'autant plus forte que la portée (largeur de la nef) est plus grande, et est d'autant plus difficile à compenser que les murs sont hauts (le bras de levier est plus important). L'art roman tend donc à faire des nefs étroites, plutôt basses, et des murs latéraux épais pour tenir la poussée. L'idée centrale de la croisée d'ogive, et du style gothique, est de faire des voûtes qui reposent non pas directement sur des murs, mais sur ces ogives croisées ; et les ogives elles-mêmes convergent vers des piliers. Avec cette méthode, la poussée n'est plus répartie tout au long du mur, mais concentrée sur un point au sommet du pilier. De ce fait, le mur lui-même ne sert à rien, on peut le vider et le remplacer par des vitraux. Et la poussée reçue au sommet des piliers peut être facilement compensée par des arcs-boutants, au lieu d'être reçue par des contreforts.

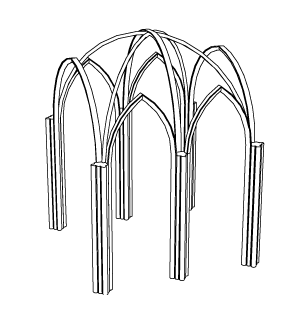
Une voûte d'ogives sexpartite.
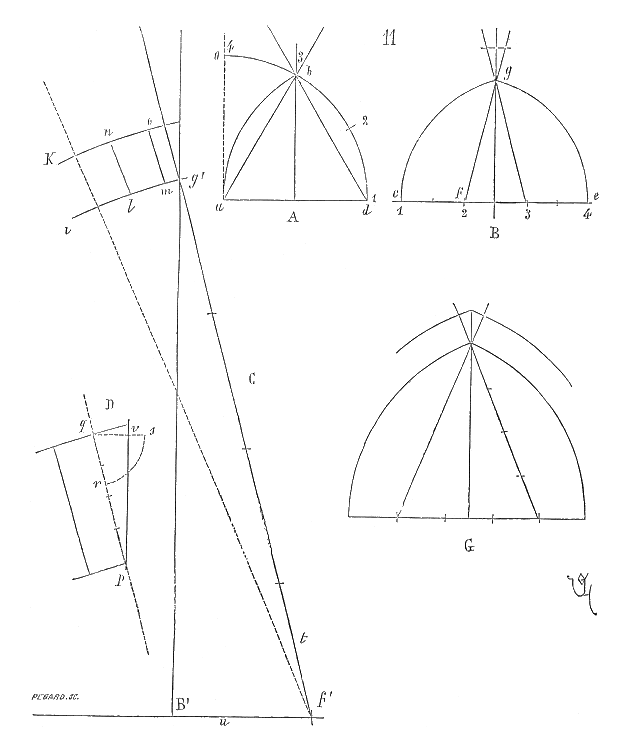
Tracé des ogives d'après Viollet-le-Duc.

## Matériau

### Voûtes en brique
Tout type de voûte peut être construit en brique, au même titre que la pierre. En général, l’épaisseur de faible importance de la brique permet de l’utiliser sans avoir recours à la taille ou au moulage des claveaux. L’épaisseur du mortier seule permet de compenser la différence entre l’intrados et l’extrados de la voûte ou de l’arc.

#### Voûte catalane
La voûte catalane est une voûte utilisant la brique posée à plat, c’est-à-dire présentant sa face principale, et non son chant. Les briques sont assemblées par leurs chants au moyen de plâtre ; elles sèchent rapidement et donc dispensent souvent de l’utilisation d’un cintre. Les voûtes réalisées ainsi sont légères, robustes et peuvent affecter une infinité de formes différentes. Elles servent souvent de support à des escaliers.
Une application particulière de la voûte catalane est la couverture d’un espace sous forme de plafond : des solives, en bois et plus tard en métal, sont disposées parallèlement à intervalles réguliers, et sont réunies par de petites voûtes en berceau ou en arc surbaissé. Cette pratique courante en Catalogne au XIXe siècle, est réutilisée et développée par les architectes du modernisme catalan.

### Voûtes en pierre naturelle
Voûtes en pierre, en pierres sèches ou maçonnées.

### Voûtes en béton
Voûtes en béton.

## Technique de construction
La maitrise de la géométrie est indispensable dans l’art de la construction. L’implantation au sol des édifices au Moyen-Âge est faite en carré, elle suit la même logique depuis l’Antiquité : la construction ad quadratum. Elle assure la stabilité, tout comme celle du triangle (construction ad trigonum) dont on se sert pour les structures verticales telles que les échafaudages et les charpentes. Le cercle est aussi d’usage commun, on le retrouve dans le plan des tours et dans le dessin des voûtes et des arcs.
Les édifices sont tracés directement au sol avant l’apparition des dessins architecturaux au XIIIe siècle. Une fois l’implantation établie et les fondations posées, les premières assises de pierres sont élevées. Ces dernières sont entièrement taillées avant leur dépose. Cette technique observée à l’époque romane l’est d’autant plus pour la construction des cathédrales gothiques. Afin d’être déposés, les matériaux nécessitent des engins de levage : la grande roue dite d’écureuil ou encore les cabestans sont de parfaits exemples de machines à énergie humaine.
Ensuite, les échafaudages en bois s’élancent au fur et à mesure de la construction. Ils sont portés par les murs grâce aux trous de boulins, les boulins étant des poutres horizontales. Elles supportent chaque plancher d’échafaudage de chacun des côtés du mur.
Le cintre est un ouvrage de charpente qui soutient provisoirement les pierres jusqu'à la pose de la clé. Il clave l’ensemble des claveaux qui sont posés sur chacun d’eux, ceci pour fonder les arcs et les voûtes.
Il arrive que le remplage (réseau de pierre garnissant l'intérieur d'une fenêtre ou d'une rose) prenne le rôle d’un cintre permanent lors de la construction de grandes baies.
Ces constructions plus hautes et plus lumineuses inaugurent les volontés des bourgeois et marchands, souhaitant exposer la richesse de leur ville. En effet, les activités commerciales connaissent un essor important à cette période précise du Moyen-Âge. Ainsi, d’un désir exhibitionniste naît un nouveau style sous le nom de gothique. Cette transition, lente et graduelle, n’a en réalité jamais connu de coupure radicale entre les deux courants en question : les principes gothiques sont un prolongement du courant précédent tel que l’arc brisé, en étant l’aboutissement des expériences tentées à l’époque romane.
Enfin, on assiste à des changements radicaux : en quête de lumière, les voûtes sur croisées d'ogives permettent l’ouverture dans les parois des fenêtres, qui sont de plus en plus grandes. De même, les vitraux remplacent la pierre et permettent à la lumière de pénétrer dans la nef. On assiste donc à une réduction de l’espace mural qui par conséquent laisse un espace moindre à la fresque, cédant la place à l’art du vitrail.
C’est l’abbé de Saint-Denis, Suger, qui a été le premier à voir un usage différent de la croisée d’ogive, en la faisant porter le poids de la voûte sur des piliers et non sur des murs. C’est lorsqu’il entreprend la reconstruction de son abbaye en 1140 qu’il en montre l’exemple. En reposant de même sur des piliers et des contreforts les cathédrales sont donc immédiatement plus hautes, car les murs n’ont plus à supporter tout le poids. Ils deviennent plus fins.

### Stéréotomie
Les maçons utilisaient jusqu’au milieu du XIIe siècle une grande quantité de mortier et des constructions en bois pour définir la construction définitive en pierre. Cela permettait de pallier un taillage de pierre grossier et imprécis. Malgré tout, les imprécisions engendrées par cette méthode de construction ne permettaient pas de créer la finesse de construction que l’on attribue aux édifices construits à partir de milieu du XIIe siècle et qui définissent aujourd’hui le style gothique.
La stéréotomie est définie comme l’art de la découpe et de l’assemblage des pièces en pierre ou bois. Les premières traces de stéréotomies datent du Xe siècle avec le théâtre de Philippolis en Syrie.  D’abord arrivés en Espagne au XIIe siècle, les voûtes à croisées d’ogives et autres voûtes considérées comme complexes ont pu se développer avec l’arrivée de la stéréotomie. Cet art a connu un développement important en Europe au cours du XIIIe siècle, date concordante avec l’émergence du style gothique.
En effet, l'arrivée de simples arches en ogive a nécessité l’utilisation d’outils comme un rapporteur ou le biseau pour biseauter la pierre afin qu’elle soit bien ajustée dans l’ensemble. La clef de voûte, pièce maîtresse de la construction, ne pouvait plus être taillée grossièrement. Il était nécessaire de réaliser la taille de manière précise avec les outils énoncés précédemment.

### Sans utilisation du cintre
Sans utilisation du cintre on distingue :
- voûte en encorbellement ;
- voûte par tranches, verticales ou inclinées ;
- voûte en deux éléments opposés droits ou en arceaux.

### Avec utilisation du cintre
Le cintre est un support provisoire nécessaire pour mettre en place les éléments d'une structure à résistance de forme qui ne peuvent jouer leur rôle que lorsqu'ils sont complètement posés et clavés :
- voûte à assises rayonnantes ;
- voûte maçonnée. La voûte concrète est la manière de faire les voûtes par les Romains, par moulage des cementa liées à la chaux, sur des cintres en bois.

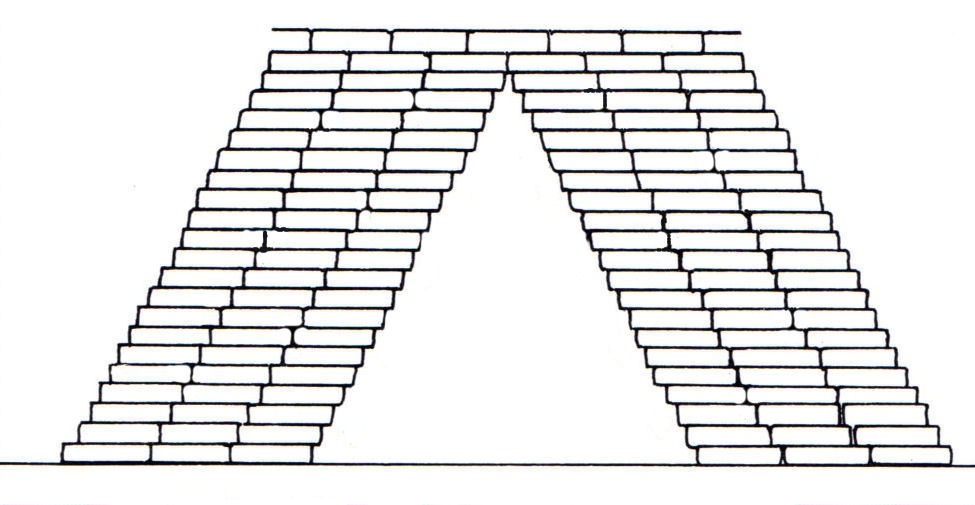
Voûte en encorbellement d'après Besenval (1984).
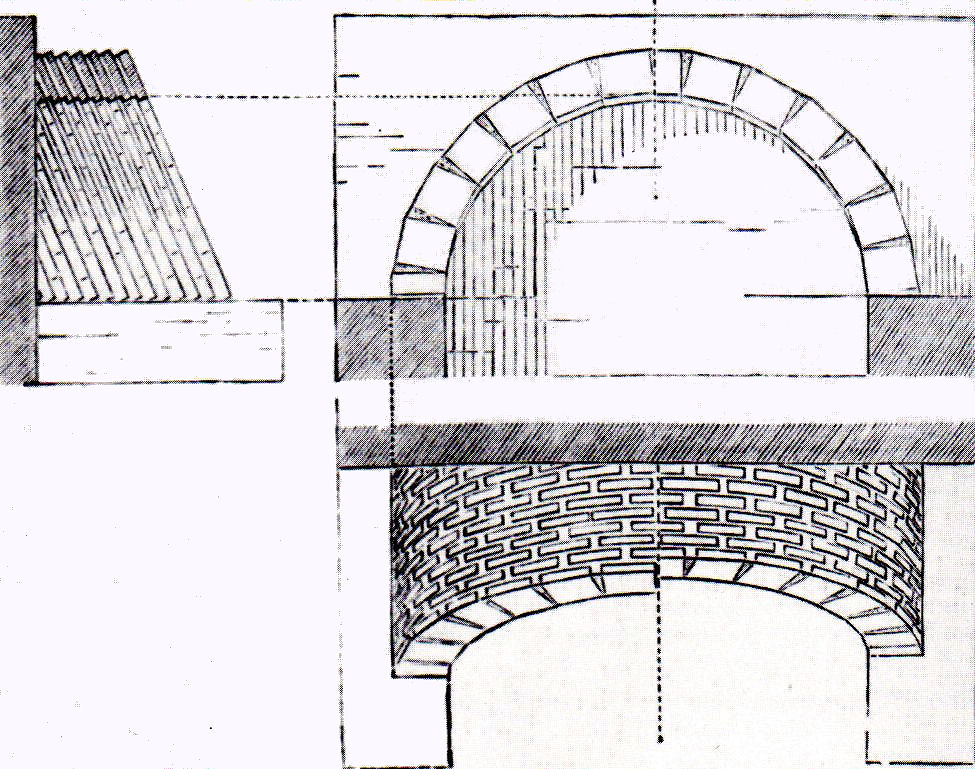
Voûte en tranches inclinées d'après Choisy (1883).
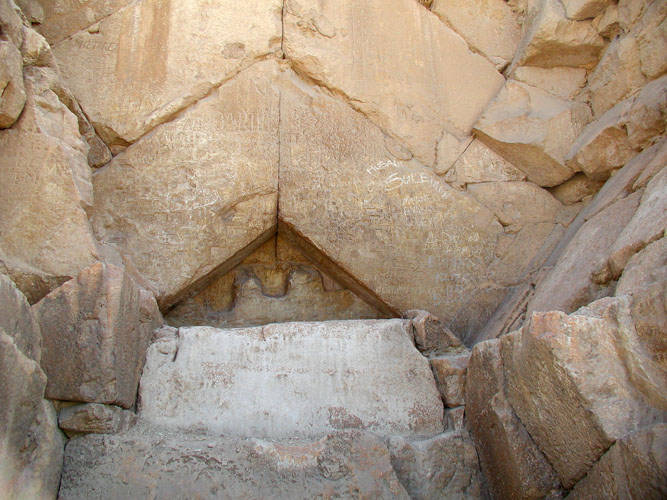
Entrée de la grande pyramide.
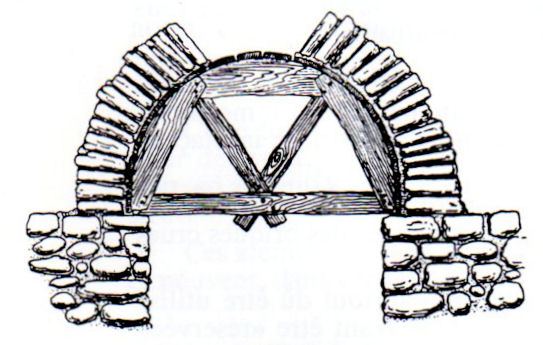
Cintre pour la réalisation d'une voûte à assises rayonnantes.
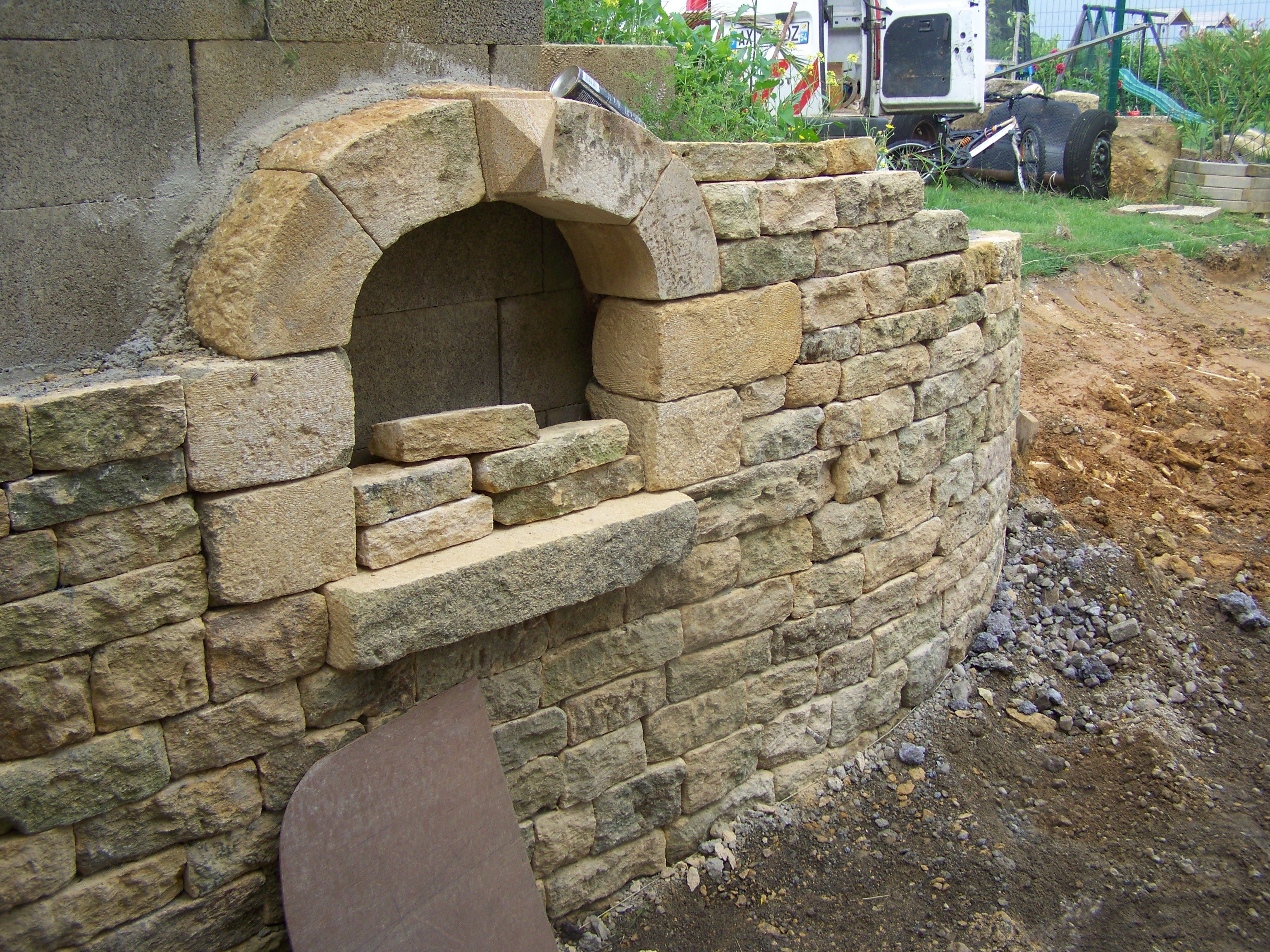
Voute en calcaire avec le cintre en bois.

## Stabilité et résistance des voûtes
L'étude de la stabilité et de la résistance des voûtes n'a été possible que lorsque la science physique est passée d'un savoir empirique qualitatif à une connaissance basée sur la recherche expérimentale avec le développement d'outils mathématiques au XVIIe siècle et la création d'une nouvelle science basée sur la résistance des matériaux à partir de Galilée. Le traité de mécanique de Philippe de La Hire, publié en 1695, développe les idées de Pierre Varignon sur la mécanique statique. Dans une lettre de Johann Bernoulli à Gottfried Wilhelm Leibniz en octobre 1698, il écrit que « dans son Traité de mécanique les propositions 123, 124 et 125, La Hire flaire une affinité entre les voûtes et les caténaires ; mais il ne peut poursuivre suffisamment la chose car il est démuni de notre Calcul. Autrement dit, ce qu'il voit pourtant, il ne peut le comprendre ». Il y a cependant une différence entre l'étude de la chaînette faite par Johann Bernoulli, en 1691, dans les Leçons au marquis de L'Hôpital et l'étude des voûtes par La Hire. Dans le premier cas, on cherche la forme d'une chaînette parfaitement flexible sous l'action de son poids, dans le second cas la forme est imposée et on étudie les conditions de sa stabilité. La Hire utilise la géométrie pour faire apparaître pour la première fois la ligne de pression comme funiculaire des forces.
La voûte transforme les actions verticales dues à la pesanteur en efforts de pression dans son épaisseur. La stabilité des voûtes est assurée par la reprise de la poussée de la voûte par les murs ou les piles. Dans deux mémoires publiés dans les Mémoires de l'Académie royale des Sciences, en 1729 et 1731, Pierre Couplet de Tartereaux étudie l'équilibre des voûtes en partant de l'hypothèse d'une simple rotation autour des arêtes de leurs voussoirs. Il étudie la stabilité de la voûte en la supposant constituée de quatre voussoirs égaux attachés ensemble par des charnières. Augustin Danyzy fait des expériences en modèle réduit qui démontrent la validité de la théorie de Couplet sur le mode de renversement des voûtes.
L'étude de la résistance de la stabilité et de la résistance des voûtes va se développer en France avec l'étude des ponts en maçonneries par les ingénieurs des ponts et chaussées.